# Corregedoria-Geral do Distrito Federal
| Controladoria Geral do Distrito Federal |                                  |
| http://www.cg.df.gov.br                 |                                  |
| Criação                                 | 27 de dezembro de 2002 (22 anos) |

A Corregedoria-Geral do Distrito Federal (CGDF), foi um órgão brasileiro, que foi criado com a finalidade de assistir direta e imediatamente ao governador do Distrito Federal, nos assuntos e providências relativas à defesa do patrimônio público, auditoria e ouvidoria. O órgão se denomina atualmente como Controladoria-Geral do Distrito Federal.
Foi um órgão central do Sistema de Correição, Auditoria e Ouvidoria do Poder Executivo do Distrito Federal–SICAO, exercendo a supervisão técnica e a orientação normativa, sobre as unidades setoriais dos órgãos e entidades da Administração Direta e Indireta do Distrito Federal às quais caibam as funções de Corregedoria, Auditoria e Ouvidoria.
A Corregedoria-Geral do Distrito Federal, (atual Controladoria-Geral do Distrito Federal), foi equiparada, para todos os efeitos, às Secretarias de Estado e seu titular tem as prerrogativas, direitos e vantagens de Secretário de Estado.
Por força de suas atribuições de controle é considerada o órgão central do Sistema de Controle Interno do Poder Executivo do Distrito Federal, cumprindo as finalidades descritas no art. 80 da Lei Orgânica do Distrito Federal.
Seu titular era denominado Secretário de Estado Corregedor-Geral do Distrito Federal (hoje Secretário de Estado Controlador-Geral do Distrito Federal)  a quem incumbe, dentre outras importantes competências, orientar e promover a declaração de nulidade de procedimentos, atos de gestão, processos administrativos e encaminhar aos órgãos competentes os elementos necessários à aplicação de penalidades ou outros desdobramentos administrativos ou judiciais cabíveis.
Suas atividades finalísticas são exercidas por Auditores de Controle Interno do Distrito Federal, carreira típica de Estado e essencial ao desempenho das políticas públicas visando à responsabilidade fiscal, na forma da Lei n.º 4.448 de 21 de dezembro de 2009.

## Histórico
A Corregedoria-Geral do Distrito Federal foi criada na forma da Lei n.º 3.105, de 27 de dezembro de 2002. O novo modelo evoluiu a partir de uma organização funcional que destacou três funções administrativas básicas: auditoria, correição centralizada e ouvidoria.
A Corregedoria-Geral do Distrito Federal foi estruturada a partir da incorporação da antiga Subsecretaria de Auditoria da Secretaria de Estado do Distrito Federal, daí inicialmente compondo o seu quadro de pessoal. Após a realização de concurso público específico, passou a contar com um quadro de pessoal composto por Auditores de Controle Interno nas mais diversas especialidades: área médica, obras, correição, tecnologia da informação e controle interno.
Em 30 de setembro de 2010 foi aprovado o novo símbolo oficial da Corregedoria-Geral do Distrito Federal, onde foi destacada a sua missão institucional e os princípios basilares de sua atuação: interesse público e legalidade.

## Competências
As competências da CGDF foram definidas pela Lei n.º 3.105, de 27 de dezembro de 2002.
À Corregedoria-Geral do Distrito Federal compete :
- planejar, organizar e coordenar as atividades operacionais do Sistema de Correição, Auditoria e Ouvidoria do Poder Executivo do Distrito Federal – SICAO, exercendo a supervisão técnica e orientação normativa das respectivas unidades setoriais;
- dar andamento às representações e denúncias relacionadas à lesão ou ameaça de lesão ao patrimônio público, cuidando para a sua competente e integral conclusão;
- instaurar sindicâncias e processos administrativos sempre que necessários à apuração de fatos, denúncias ou representações recebidas;
- requisitar informações ou avocar processos em andamento, em quaisquer outros órgãos integrantes da Administração Direta e Indireta do Distrito Federal, sempre que necessário ao exercício das suas funções;
- adotar as providências necessárias quando constatados indícios de improbidade administrativa;
- acompanhar correições, auditorias, processos administrativos e sindicâncias em andamento nos órgãos integrantes da Administração Direta e Indireta do Distrito Federal, avaliando a regularidade, correção de falhas e adotando as medidas cabíveis em caso de omissão ou retardamento das autoridades responsáveis;
- planejar, coordenar e controlar as atividades de auditoria e controle de gestão nos órgãos da Administração Direta e Indireta do Distrito Federal, em fundos instituídos por lei, com a participação do Distrito Federal, nos instrumentos que geram e extinguem direitos e obrigações e nos beneficiários de transferências à conta do orçamento do Distrito Federal; e
- planejar, orientar e controlar as atividades de ouvidoria, zelando pelo registro, tratamento interno e retorno aos usuários, quanto às solicitações, críticas, denúncias, sugestões e pedidos de informações.

## Estrutura Básica
- Gabinete
- Assessoria Jurídico-Legislativa
- Unidade de Administração Geral
- Controladoria
- Subsecretaria de Tomada de Contas Especiais
- Sistema de Apuração de Denúncias
- Corregedoria